# Ахремовцы
Ахре́мовцы (бел. Ахрэ́маўцы; ранее — Бельмо́нты) — агрогородок в Браславском районе Витебской области Беларуси. Административный центр Ахремовецкого сельсовета.

## География
В 10 км к юго-востоку от Браслава, на отрезке Браслав — Глубокое шоссе Р-3.

### Гидрография
На берегу озера Дривяты.

## Этимология
Название агрогородка происходит от фамилии «Ахремовичи», род которых владел этими землями в XVII веке.

## История
В XIX — начале XX веков Ахремовцы стали деревней Браславской волости Новоалександровского (ныне Зарасай) уезда Ковенской губернии Российской империи с численностью жителей 300 человек на 1903 год. В период существования Западной Беларуси деревня Ахремовцы административно относилась к Браславской гмине Браславского повета Виленского воеводства и насчитывала 74 дома и 360 жителей (на 1931 год).
С 1939 года — в составе БССР. С 12 октября 1940 года — центр сельсовета Браславского района Вилейской, с 20 сентября 1944 года — Полоцкой, с 8 января 1954 года — Молодечненской, с 20 января 1960 года — Витебской областей. В годы Великой Отечественной войны Ахремовцы были почти полностью разрушены, из 93 домов уцелело только 9.
В 1974 году к деревне Ахремовцы была присоединена деревня Бельмонты.

В 2008 году деревня Ахремовцы преобразована в агрогородок.

Исторические фотоснимки
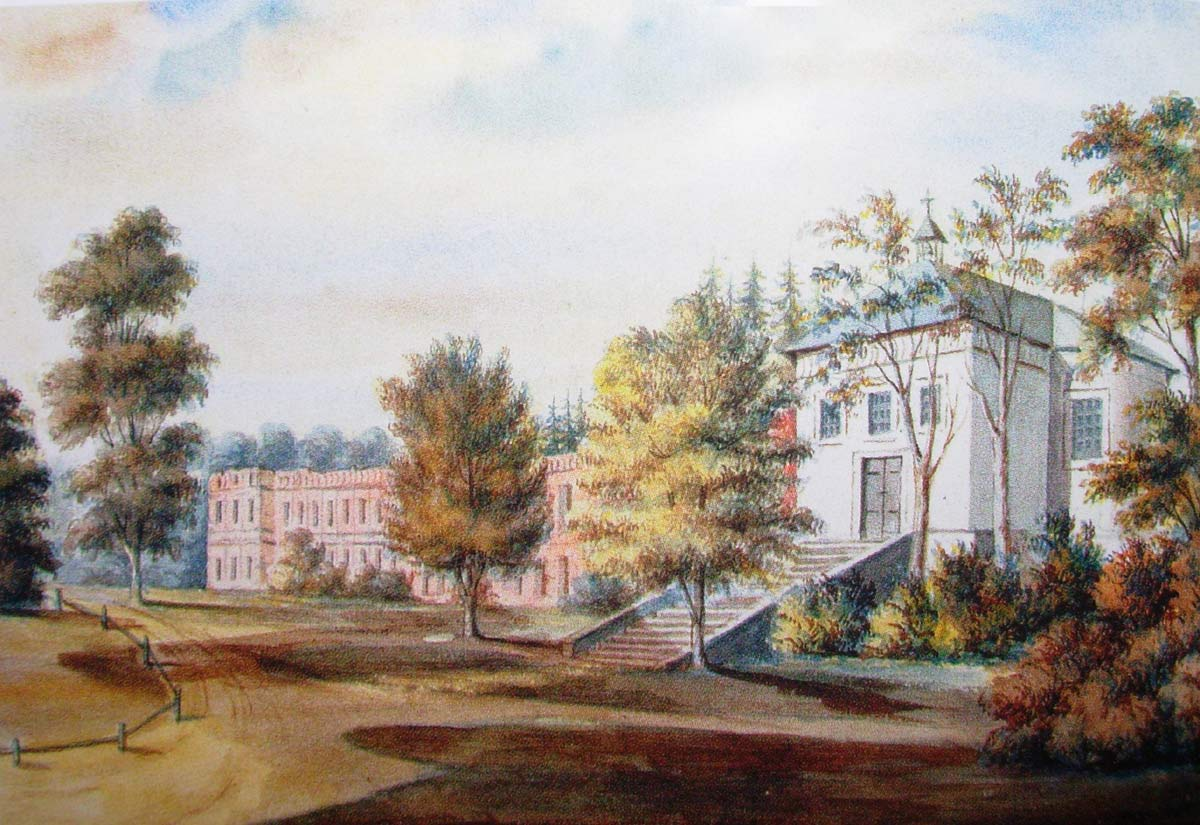
Дворец Мануцци. Рисунок Наполеона Орды.
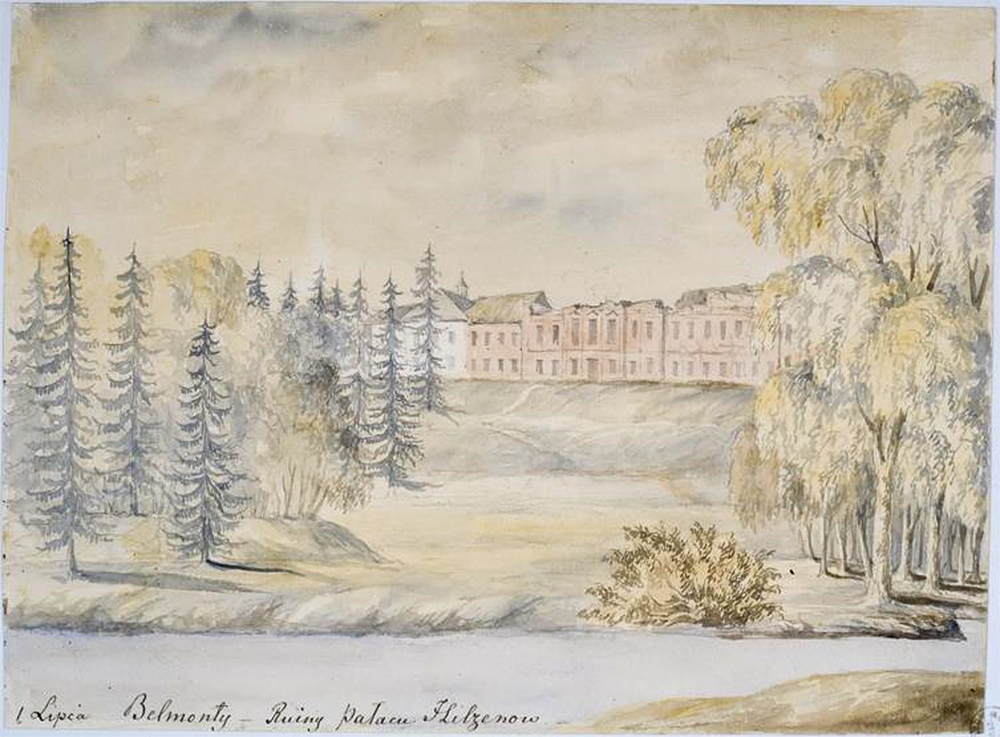
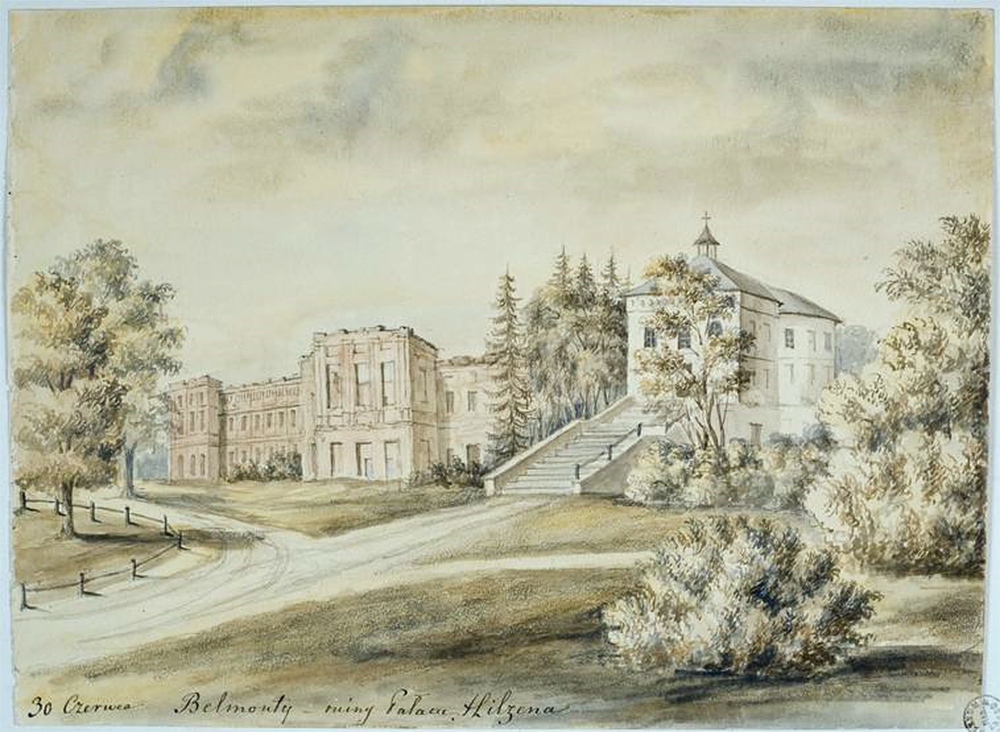
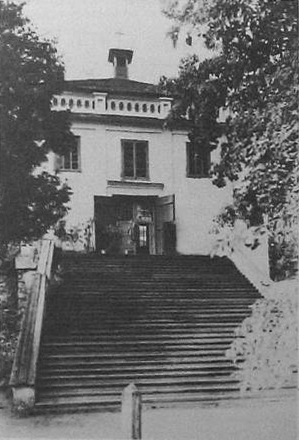
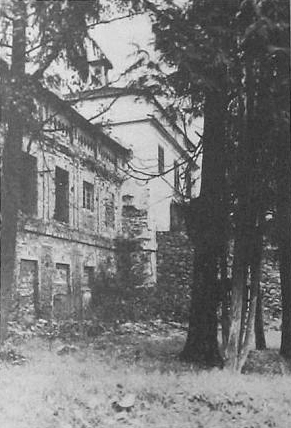
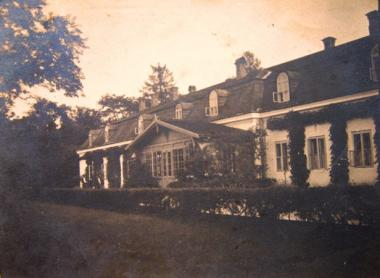

## Население
- 1995 год — 495 хозяйств, 1549 жителей[6]
- 1999 год — 1446 жителей
- 2009 год — 1312 жителей[7]
- 2018 год — 1298 жителей
- 2019 год — 1209 жителей

## Экономика
Предприятия:
- Браславский торфобрикетный завод.
- Браславское предприятие по материально-техническому обеспечению агропромышленного комплекса.
- УП «Браславское» — производство цельномолочной продукции, сыров и др.

Работают средняя и музыкальная школы, детский сад, дом культуры, библиотека, предприятия бытового обслуживания, фельдшерско-акушерский пункт, отделение связи.

## Достопримечательности
- Курганный могильник Бельмонты (VIII—X веке) —  Историко-культурная ценность Республики Беларусь, шифр 213В000175.
- Часовня-усыпальница Плятеров (XIX в) на католическом кладбище
- Здание школы (1930-е)
- Братская могила (1944) —  Историко-культурная ценность Республики Беларусь, шифр 213Д000176.
- Костёл Воздвижения Святого Креста (2003)
- Часовня-усыпальница католического кладбища (1858)[8].
- Мемориальная доска в честь Озеровского антифашистского подполья[9].
- Скульптурная композиция на братской могиле советских воинов и партизан.
- Парк «Бельмонты»[10] — памятник садово-паркового искусства, заложенный во второй половине XVIII — начале XIX веков на северо-восточном берегу озера Дривяты. Был частью дворцово-паркового ансамбля (каменный дворец разрушен в начале XX века), и само название «Бельмонт» в переводе с французского или итальянского означает «красивая гора». Площадь парка около 65 га. В парке, помимо местных пород деревьев, есть и экзотические для данной местности — лиственница сибирская, сосна веймутова, тополь канадский, туя западная и др.[11][12].

Ранее парк примыкал к двухэтажному каменному дворцу, возведённому во второй половине XVIII века Гильзенами, которым принадлежало имение. В конце XVIII века хозяином дворца стал известный в своё время авантюрист итальянский граф Николай Мануцци, хорошо знавший Станислава Августа — последнего короля Речи Посполитой. По убеждению современников, сын графа Станислав на самом деле был внебрачным сыном монарха. В XIX — начале XX века Бельмонты принадлежали графам Броэль-Плятерам.
Во время войны 1812 года в Бельмонтском дворце располагалась ставка командующего 1-й Западной армии Барклая де Толли. В это же время здесь побывал Александр I, немного позднее на 3 дня останавливался французский маршал, неаполитанский король Мюрат. Согласно преданиям, Мюрата задержали в Бельмонтах романтические отношения с хозяйкой имения Констанцией Плятер. Отсюда Мюрат вёл активную переписку, в том числе и с Наполеоном, а также написал несколько стихов. Позднее, в Неаполе, бельмонтские стихи Мюрата были положены на музыку.
В 1821 году в этих местах встречались декабристы М. С. Лунин и А. В. Поджио. С середины XIX века во дворце размещался небольшой частный музей. Руины дворца были разобраны на строительный материал в 1940-х годах, и сейчас (в 2020 году) ещё можно рассмотреть остатки его фундаментов. Возле северного крыла, где когда-то существовала дворцовая каплица, позднее приспособленная под приходской костел, построена католическая церковь. В окрестностях парка сохранилась часовня, построенная в 1858 году в стиле псевдоготики. Недалеко от каплицы находится большая группа курганов VІІІ—X веков.

### Утраченное наследие
- Усадьба и Дворец Мануцци[15].

## Галерея

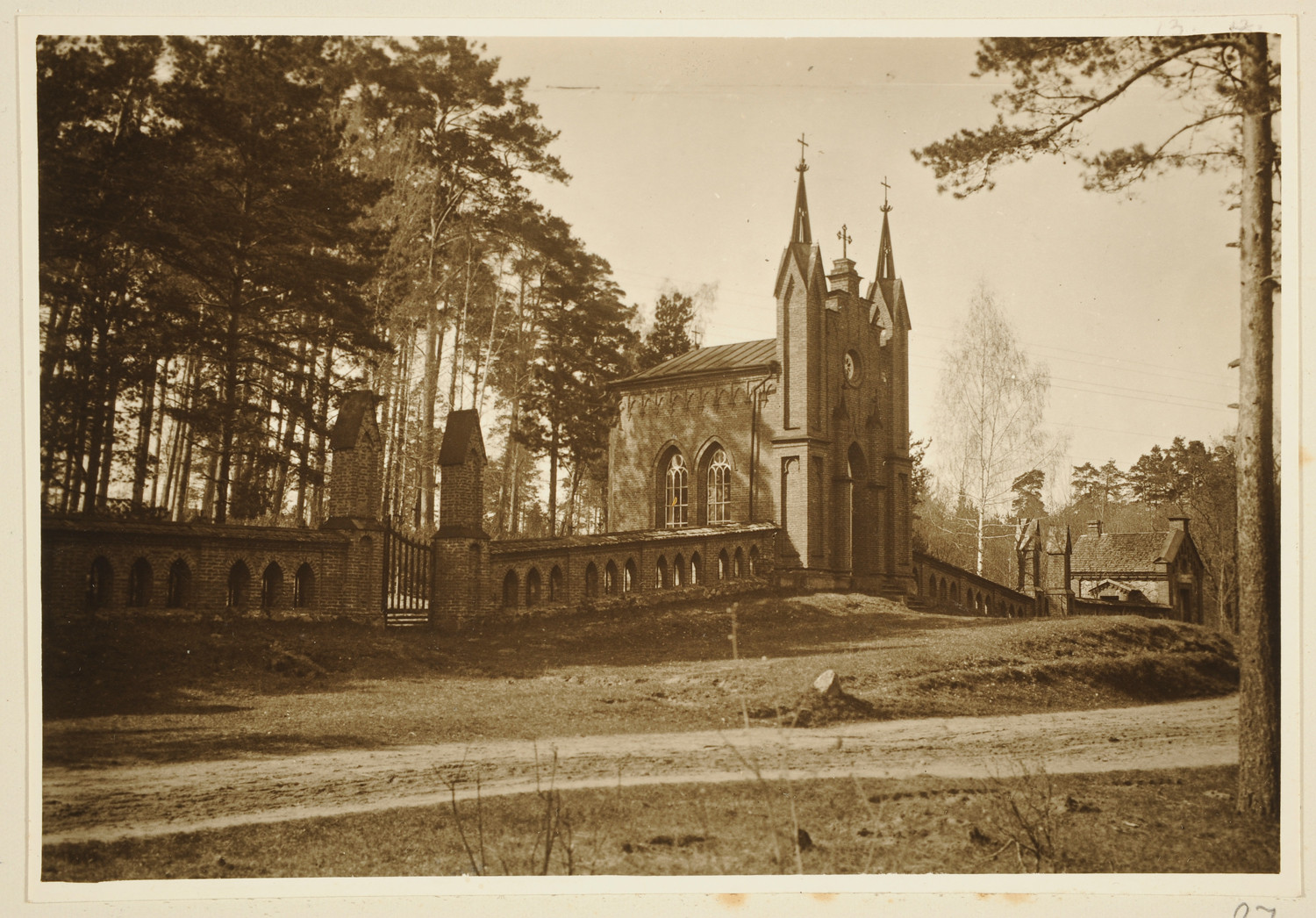
Часовня-усыпальница Плятеров
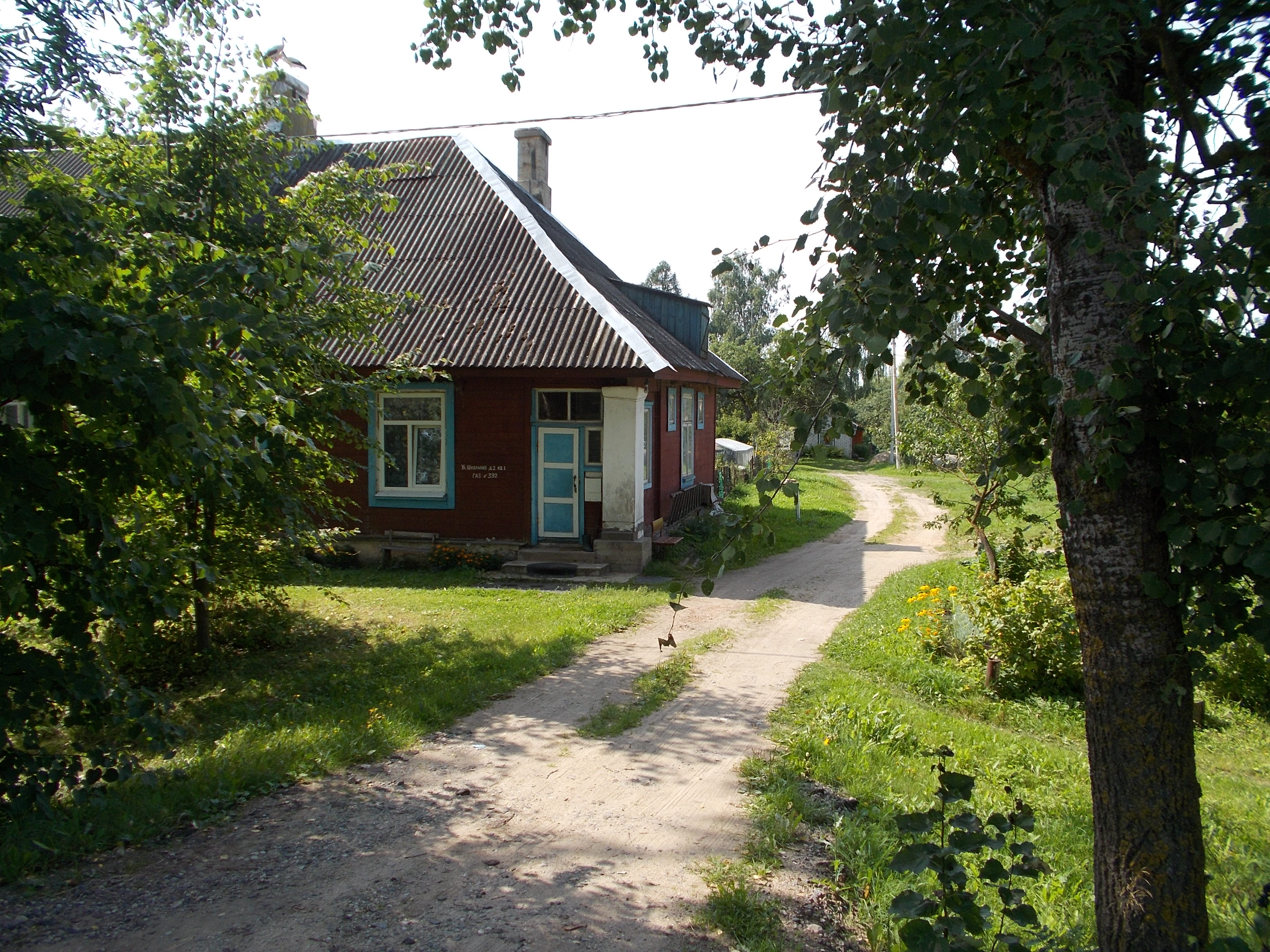
Панорама
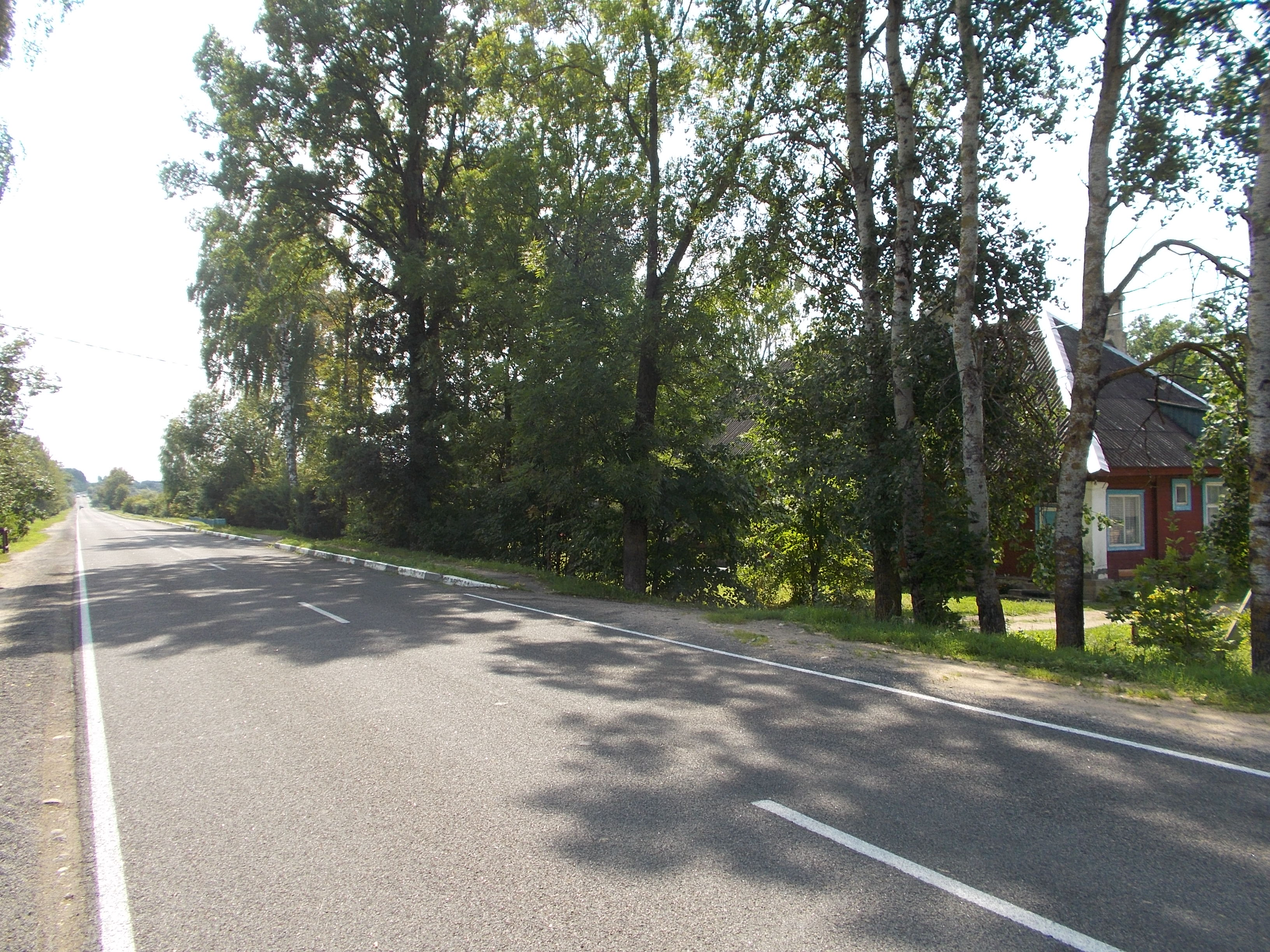
Панорама
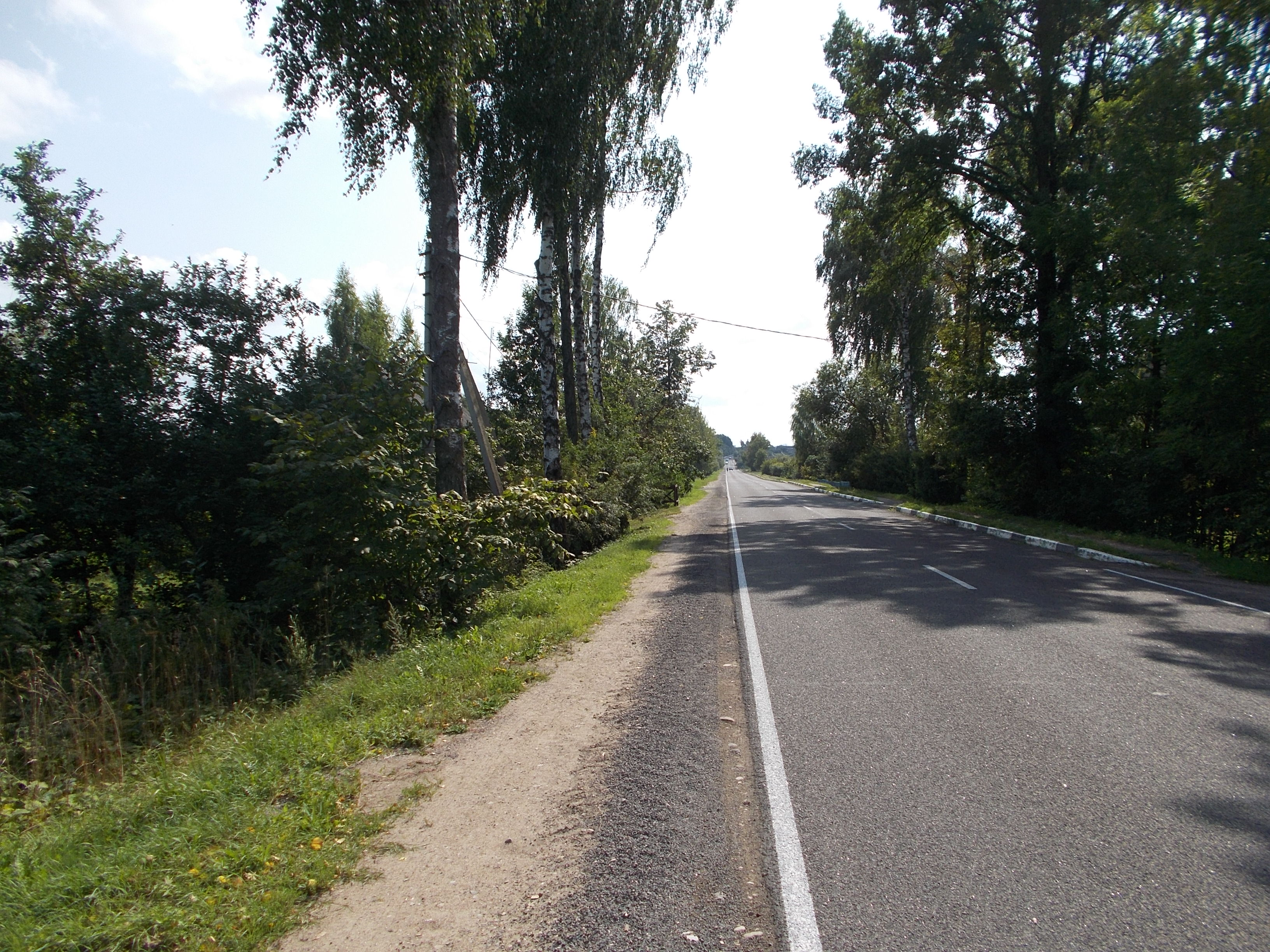
Панорама